# Wybory prezydenckie w Libanie w 1964 roku
Wybory prezydenckie w Libanie odbyły się 18 sierpnia 1964. Dotychczasowy prezydent Fuad Szihab odrzucił wszelkie apele o kandydowanie na drugą kadencję i propozycję parlamentu wprowadzenia do konstytucji poprawek to umożliwiających. Spodziewał się, że jego następcą zostanie szef jego kancelarii prezydenckiej Iljas Sarkis. Tymczasem nowym prezydentem został Charles Hélou. Wyboru dokonał 99-osobowy parlament.